# 임인배
임인배(林仁培, 1954년 4월 27일~)는 대한민국의 정치인이다. 제15·16·17대 국회의원을 지냈다. 본관은 평택이며, 경상북도 김천 출신이다. 종교는 천주교이며, 세례명은 모세이다.

## 학력
- 김천중학교 졸업(1970년)
- 김천고등학교 졸업(1973년)
- 영남대학교 법학과 학사(1977년)
- 연세대학교 행정대학원 행정학 석사(1985년)
- 연세대학교 대학원 정치학과(1989년)
- 동국대학교 대학원 행정학과 행정학 박사(1994년)

## 경력
- 1995년: 검 수사관 역임
- 1996년~2008년: 제15·16·17대 국회의원
- 1996년: 신한국당 원내부총무, 경북도위원장 역임
- 영남대학교 동창회 부회장
- 2000년: 이회창 총재 특별보좌관
- 한나라당 원내수석부총무
- 2005년~2008년: 제23대 대한사이클연맹 회장
- 한.스위스 의원친선협회 회장
- 2006년~2008년: 국회 과학기술정보통신위원회 위원장
- 2008년 10월~2011년 5월: 한국전기안전공사 사장
- 명지대학교 특임강사
- 중앙대학교 겸임교수
- 인하대학교 겸임교수
- 수원대학교 겸임교수
- 2014년 9월~2015년 8월: 안양대학교 산학협력부총장
- 대한민국헌정회 부회장
- 대한민국헌정회 각대별국회의원회회장(17대회장)
- 대한민국헌정회 운영위원회 부의장

## 역대 선거 결과
|  | 45.23% |

|  | 75.36% |

|  | 62.20% |

## 소속 정당
| 소속 정당 | 소속 정당  | 소속 기간 | 비고                |
| --------- | ---------- | --------- | ------------------- |
|           | 신한국당   | 1996~1997 | 정계 입문           |
|           | 한나라당   | 2007~2012 | 입당                |
|           | 새누리당   | 2012~2017 | 당명 변경 정계 은퇴 |
|           | 자유한국당 | 2017~2020 | 당명 변경           |
|           | 미래통합당 | 2020      | 합당                |
|           | 국민의힘   | 2020~현재 | 당명 변경           |

## 가족 관계
- 아버지(~2009년 4월 4일)
- 어머니: 신범란(1927년~2020년 5월 1일)
- 형제동생: 임정배, 임성배, 임언배

## 같이 보기
- 김천시 (1996년 선거구)
- 김천시의 국회의원